# Hospital de Santo António dos Capuchos
O Hospital Santo António dos Capuchos  (HSAC) é um hospital público que está localizado na Alameda Santo António dos Capuchos, na cidade de Lisboa. Integra a Unidade Local de Saúde de São José, anteriormente designada por Centro Hospitalar Lisboa Central (CHLC) e Hospitais Civis de Lisboa (HCL). Está previsto o seu encerramento e desafetação de uso como serviço de saúde em 2027, com transferência de serviços e funcionários para o futuro Hospital Universitário de Lisboa Oriental, no Parque da Bela Vista, em Chelas.

## História
O Hospital está sediado no edifício do antigo Convento de Santo António dos Capuchos, fundado em 1579, entregue aos Padres Recoletos da Custódia de Santo António.
Foi parcialmente destruído pelo terramoto de 1755 e sofreu várias transformações aos longo dos séculos.
Em 1836, a rainha D. Maria II fundou nas suas instalações o Asilo de Mendicidade de Lisboa.

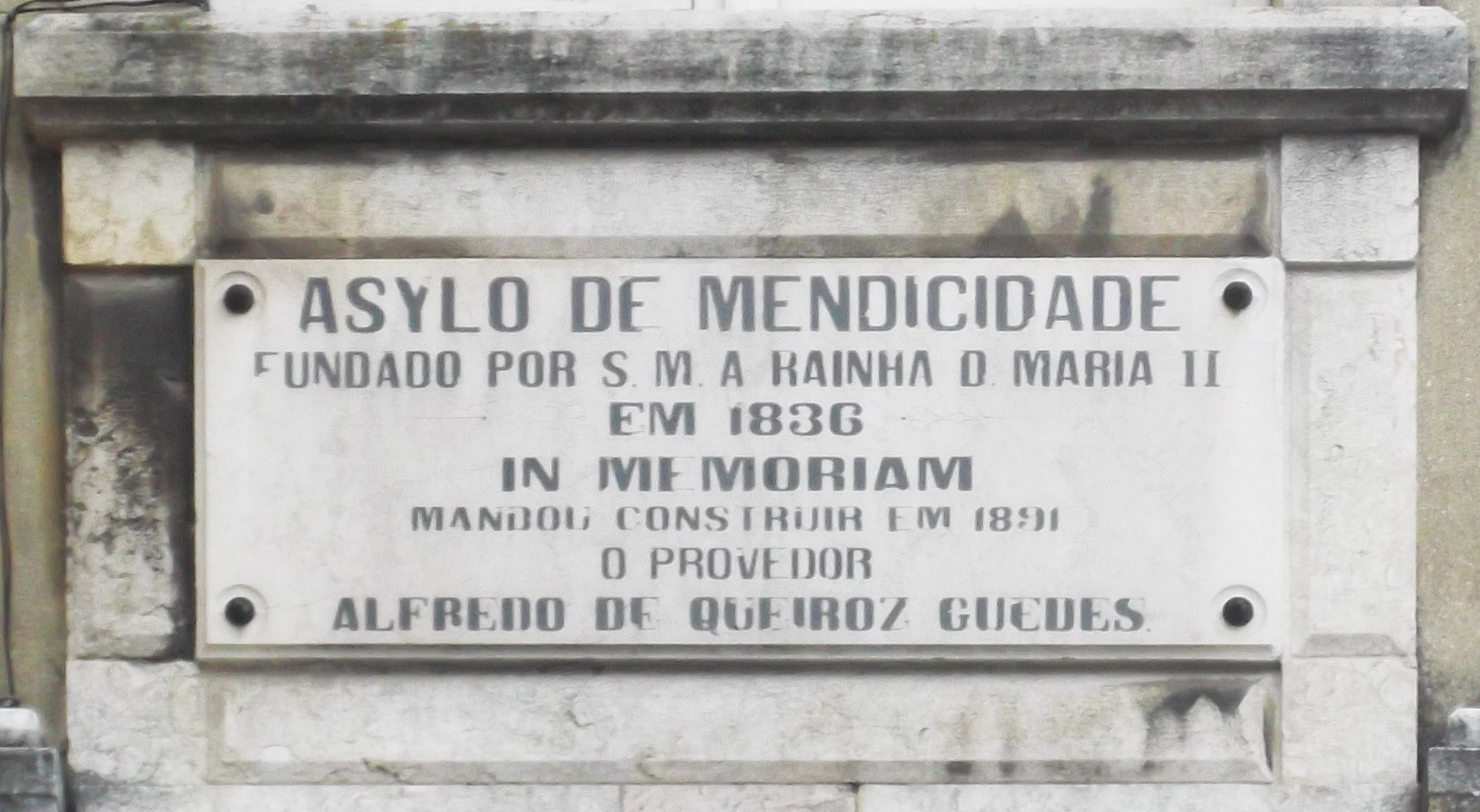
Placa alusiva à fundação do Asilo de Mendicidade em 1836, no Hospital dos Capuchos

O espaço ocupado pelo Asilo foi aumentado à conta da construção de várias pavilhões e pela compra, em 1854, do Palácio dos Condes de Murça ou Palácio Mello, datado do século XVII.
O hospital foi oficialmente criado em 1928, data da transferência do Asilo de Mendicidade para o Mosteiro de Alcobaça. À data da fundação, possuía nove serviços clínicos.
Em 1930, foi inaugurada a escola de enfermagem Artur Ravara, primeira escola pública de enfermagem nacional, anteriormente localizada no Hospital de São Lázaro de Lisboa.
Ao longo dos anos, várias foram as alterações realizadas para adaptação dos edifícios às funções hospitalares agora desempenhadas, nomeadamente em 1940 com a modificação dos claustros, dando origem a vários edifícios dispersos. Apesar disso, ainda se podem encontrar no recinto hospitalar vestígios da sua história.
No pátio, à entrada do Serviço de Hematologia, actualmente conhecido como "Pátio do Relógio", encontra-se a boca da cisterna do então Convento de Santo António dos Capuchos, revestida por azulejos do século XVII.
A boca da cisterna foi encerrada em finais do século XIX, após o alegado suicídio de um dos albergados no Asilo da Mendicidade.
No topo da cisterna, foi colocado o Relógio de Sol mais antigo do país, acreditando-se ser originário do ano de 1586, que até então se encontrava junto da cerca do convento.
Desde 1986, tanto a cisterna como o relógio de sol estão classificados pelo Instituto de Gestão do Património Arquitetónico e Arqueológico (IGESPAR) como imóveis de interesse público.
Também classificada como imóvel de interesse público está a antiga Igreja do Convento dos Capuchos, bem como todas as divisões adornadas por lambrins de azulejo, incluindo o claustro (onde se encontra um busto de Tomás de Melo Breyner) e a escadaria nobre.
A Igreja, que em tempos funcionou como arquivo do hospital, foi entretanto submetida a acções de restauro parcial e recuperou as suas funções religiosas.
Sem qualquer protecção por parte do IGESPAR, mantém-se o Palácio dos Condes de Murça, que actualmente alberga na sua maioria o serviço de Cirurgia. Este edifício, embora muito modificado, mantém uma escadaria monumental e um salão de baile (actualmente enfermaria de mulheres do serviço de cirurgia) com as paredes forradas a painéis de azulejos que retratam cenas palacianas, de guerra e de caça.
Em 1997, foi criado o Núcleo Museológico do Hospital de Santo António dos Capuchos, localizado nas caves do referido palácio. Aqui se encontra um importante espólio científico, que inclui a primeira cadeira de rodas de que há conhecimento em Portugal, originária de Cardiff e datada do século XVII.
No salão nobre, desde 2007 (data de encerramento do Hospital do Desterro), encontra-se a maior coleção nacional de figuras de cera que retratam doenças dermato-venereológicas. Este espólio de 254 figuras é constituído em parte por peças provenientes do então Museu Sá Penella, pertencentes ao Hospital do Desterro e em parte por figuras mandadas executar por Caeiro Carrasco, do Hospital dos Capuchos.
Entre 1999 e 2003 (Decreto-lei n.º 284/99, de 27 de abril), o HSAC fez parte do mais antigo grupo hospitalar do país, o grupo hospitalar dos hospitais civis de Lisboa.
Em 2003, de acordo com a Portaria n.º 115-A/2004, de 30 de janeiro, o HSAC passa a integrar o Centro Hospitalar de Lisboa - Zona Central, constituído adicionalmente pelo Hospital de São José e Hospital do Desterro. A 28 de fevereiro de 2007, é criado o Centro Hospitalar Lisboa Central, de acordo com o Decreto-lei 50-A/ 2007, que engloba o antigo Centro Hospitalar de Lisboa - Zona Central e ainda o Hospital de Dona Estefânia e o Hospital de Santa Marta. A 23 de fevereiro de 2012, o Decreto-Lei 44/2012 procede ao englobamento do Hospital Curry Cabral e Maternidade Alfredo da Costa no Centro Hospitalar.
Apesar do encerramento paulatino de algumas valências (como o serviço de Neurocirurgia, o primeiro do país, encerrado a 30 de setembro de 2011), este hospital detém ainda valências únicas no CHLC como a Dermatologia, Gastroenterologia, Hematologia, Neurologia e Oncologia. Todas elas constituíram unidades pioneiras no país ao nível das respectivas especialidades.

### Museu da Saúde
Em abril de 2017, após dez anos sem uso, as instalações do antigo serviço de neurocirurgia do Hospital dos Capuchos vão reabrir com o Museu da Saúde. Ali, poderão revisitar-se 800 anos de história da medicina em Portugal, através de 2500 peças que estão a ser estudadas.
Entre as peças que vão estar expostas, há azulejos do Hospital de Todos os Santos, que foi destruído pelo terramoto, instrumentos científicos, mobiliário ou uma receita do século XVIII.

## Especialidades

### Serviços
- Anestesiologia
- Cirurgia Geral
- Dermato-venereologia
- Gastrenterologia
- Hematologia
- Medicina Física e de Reabilitação
- Medicina Interna
- Neurologia
- Neurorradiologia
- Oftalmologia
- Oncologia Médica
- Patologia Clínica
- Radiologia

### Unidades
- Unidade de Cuidados Intensivos
- Unidade de Cirurgia de Ambulatório